# Knott-End-on-Sea

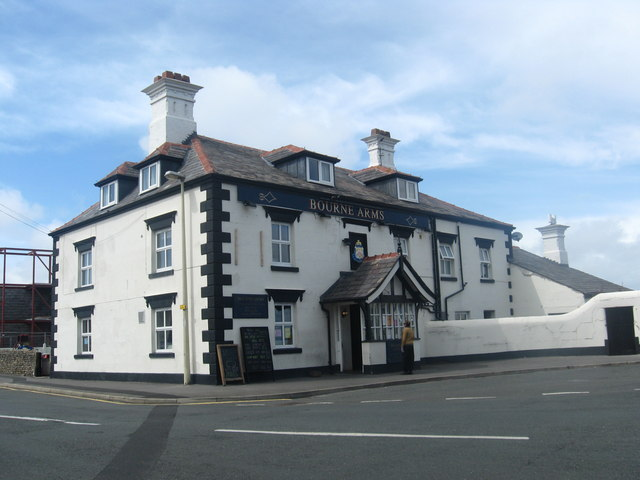
The Bourne Arms in Knott-End-on-Sea

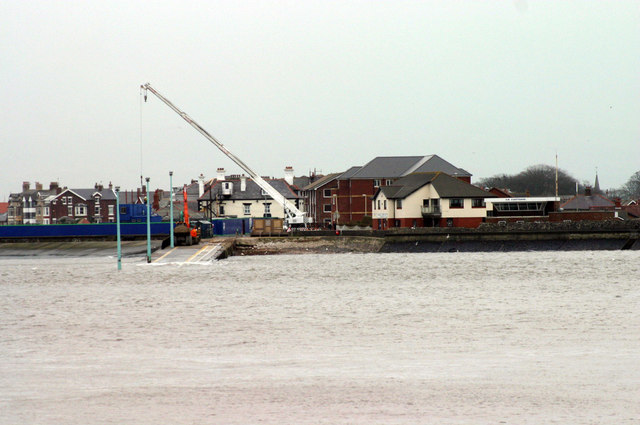
Knott-End-on-Sea

Knott End-on-Sea ist ein Dorf in der Grafschaft Lancashire, England, an der Südseite der Morecambe Bay an der Wyre-Mündung von Fleetwood. Das Dorf gehört zu der Civil Parish Preesall, die 2021 4.678 Einwohner hatte.
In Knott End gibt es einen Pub, das Bourne Arms, eine Kreisbibliothek und einen Golfclub. Für Wanderer gibt es einen fünf Meilen langen Strandrundweg, der am Bourne Arms Pub beginnt und endet.

## Verkehr
Von Knott End aus verkehren regelmäßig Busse und es gibt auch eine dreiminütige Fährverbindung nach Fleetwood. Sie besteht seit Mitte des 19. Jahrhunderts. Einen Bahnhof gab es von 1908 bis 1950, der Personenverkehr wurde aber bereits 1930 eingestellt. Das Bahnhofsgebäude ist noch existent, in ihm befindet sich ein Café.
Die Straßenbahnlinie 414 verbindet Knott End-on-Sea und Blackpool. Die Fahrt dauert etwa 25 Minuten und die Strecke ist etwa 8 km lang. Die Linie wird von Blackpool Transport durchgeführt, sie beginnt in Blackpool am Bahnhof Victoria Street und endet in Knott-End-on-Sea Sandhurst Avenue.

## Etymologie
Es gibt drei Theorien darüber, wie das Dorf zu seinem Namen kam:
1. Das Dorf könnte nach dem Knutt (engl. knot) benannt worden sein, einem Seevogel, den man in großen Schwärmen an den Stränden fliegen sieht.
2. Das Gebiet hat nordische Wurzeln und es ist bekannt, dass die Besiedlung dieses Gebiets bis in die frühe Bronzezeit zurückreicht. Eine Theorie besagt, dass diese frühen nordischen Seefahrer bei der Einfahrt in die gefährliche Wyre-Mündung geknotete Seile als Navigationshilfe verwendeten, wobei die Knoten die Entfernung markierten. Knott End befand sich am Ende des Seils.
3. Die dritte Theorie geht davon aus, dass es zwei große Steinhaufen oder „Knoten“ gab, die im Flussbett lagen, bis sie beim Bau des Eingangs zum Wyre Dock verschoben wurden.[12]